# 2025年世界运动会泰拳比赛
2025年世界运动会泰拳比赛是2025年世界运动会的一个项目，于2025年8月8日-10日在中国成都市武侯区的四川省体育馆举行。本届世界运动会泰拳比赛共设置男子和女子各6个小项，共产生12枚金牌。

## 参赛资格
共有48名泰拳运动员可获得参加2025年世界运动会泰拳比赛的资格。每个代表团最多可有3名泰拳运动员参赛（每个组别一名）。东道主中国在所有6个项目中均保留了一个参赛名额。

## 奖牌榜
*   主办国家/地区（中国）
| 排名                     | 国家 / 地区              | 金牌 | 銀牌 | 銅牌 | 总计 |
| ------------------------ | ------------------------ | ---- | ---- | ---- | ---- |
| 1                        | 中国*                    | 0    | 0    | 0    | 0    |
| 总计（共1个国家 / 地区） | 总计（共1个国家 / 地区） | 0    | 0    | 0    | 0    |

## 奖牌得主
| 项目         | 金牌        | 银牌 | 铜牌 |
| 男子57公斤级 |             |      |      |
| 男子71公斤级 |             |      |      |
| 男子86公斤级 |             |      |      |
| 女子48公斤级 | 刘晓慧 中国 |      |      |
| 女子54公斤级 |             |      |      |
| 女子60公斤级 | 韩鑫 中国   |      |      |

## 参赛代表团
- 阿富汗（1）
- 亚美尼亚（1）
- （1）
- 奥地利（1）
- 比利时（1）
- 中国（6）
- 克罗地亚（1）
- 爱沙尼亚（1）
- 芬兰（1）
- 法国（1）
- 匈牙利（1）
- 个人中立运动员（2）
- 以色列（2）
- 意大利（1）
- （1）
- 墨西哥（2）
- 摩尔多瓦（1）
- 摩洛哥（2）
- 波兰（2）
- 沙特阿拉伯（1）
- 新加坡（1）
- 斯洛伐克（1）
- 南非（1）
- 瑞典（1）
- 泰国（2）
- 土耳其（3）
- 乌克兰（3）
- 阿拉伯联合酋长国（1）
- 美国（3）
- （1）
- 越南（1）